# Хрущёво-Ростовцево
Хрущёво-Росто́вцево — бывшая деревня Пальна-Михайловского сельсовета Становлянского района Липецкой области.
Располагалось на левом берегу реки Пальны у границы с Елецким районом. Находилась в 2 км к югу от Пальна-Михайловки (на границе с деревней Морская и чуть южнее её).
Возникло в XVII веке. Первым владельцем этих земель был Хрущёв, отсюда первая часть названия. Позднее деревня перешла во владение Ростовцеву.
В 1987 году деревня прекратила своё существование. На картах сейчас обозначено как урочище.